# مسجد صخره‌ای مجارشین
مسجد مجارشین مربوط به سده‌های میانی و متاخر دوران‌های تاریخی پس از اسلام است و در شهرستان اسکو، بخش مرکزی، دهستان گنبرف، روستای مجارشین واقع شده و این اثر در تاریخ ۶ اسفند ۱۳۸۵ با شمارهٔ ثبت ۱۷۵۰۶ به‌عنوان یکی از آثار ملی ایران به ثبت رسیده است.
نام این مسجد را کرامت نام نهاده‌اند.

مسجد صخره‌ای مجارشین